# Paraguay en los Juegos Olímpicos de México 1968
Paraguay estuvo representado en los Juegos Olímpicos de México 1968 por el deportista masculino Rodolfo da Ponte que compitió en esgrima.
Fue la primera participacion de una delegacion paraguaya en los Juegos Olimpicos de Verano.
El equipo olímpico paraguayo no obtuvo ninguna medalla en estos Juegos.